# El libro de piedra (pel·lícula de 1969)
El libro de piedra és una pel·lícula mexicana de terror gòtic de 1969 dirigida per Carlos Enrique Taboada.

## Argument
Julia Septién, una prestigiosa institutriu, és cridada a cuidar de Silvia, la filla del milionari Eugenio Ruvalcaba. Eugenio s'ha mudat a una casona en el camp amb ella i amb la seva nova esposa Mariana, però des de la seva arribada comenta que Silvia està tenint comportaments estranys relacionats amb algun trastorn mental.
En relacionar-se amb la nena, Silvia li compta a la seva nova institutriu que té un amic anomenat Hugo, i parla d'ell constantment. Quan Julia li comenta al pare que l'amistat d'Hugo li fa bé a Silvia, est li revela que Hugo no és un nen de veritat: 'Hugo' és l'estàtua d'un nen que sosté un llibre, portada d'Àustria per l'antic amo de la casa i situada prop del llac. Encara que Julia no veu problema amb l'amic imaginari de la nena, Eugenio i Mariana li adverteixen que l'obsessió de Silvia amb ell va molt més allà de les fantasies normals.
La casa aviat es veu assotada per una successió de fets inexplicables, com a siluetes en les finestres i objectes que apareixen i desapareixen; Silvia a vegades prediu coses que passaran, o demostra saber coses que ningú li ha dit. Una nit, Silvia li compta a Julia que Hugo és el fill d'un poderós mag, creador d'un llibre de màgia negra capaç de ressuscitar als morts, i que li va deixar per encàrrec al nen cuidar del llibre fins que ell ressuscités. Tots es mostren escèptics davant la història, però Julia se sorprèn en descobrir que les històries que Silvia escolta d'Hugo corresponen amb llocs reals dels quals ningú mai li ha parlat, i comença a preocupar-se quan troba indicis de bruixeria en els jocs de la nena. Quan Herminia, una de les serventes, li revela al seu patró que Silvia ha estat fent signes amb sal en la pèrgola, i li jura que amb ells va fer ressuscitar a un llangardaix, ell i el seu gran amic Carlos consulten amb un antropòleg a la capital: aquest els revela que els dibuixos de la nena corresponen amb exactitud a signes de màgia negra en ús durant l'edat mitjana.
Es decideix retirar l'estàtua de la casa, pel benestar de tots. En camí al poble per a contractar obrers que l'ajudin amb aquesta tasca, Carlos sofreix un terrible accident i mor. Per petició de la policia, dos testimonis han de presentar-se en la morgue per a identificar el cadàver, així que Eugenio i Julia van a la capital per a complir amb aquest deure, deixant a Mariana cuidant de la nena. Quan tornen, Mariana i Silvia no es troben a les seves habitacions. Una precipitada cerca revela a Mariana ofegada en el llac i a Silvia, qui els informa que el responsable de tot va ser Hugo; enfurit, Eugenio agarra un maso i trenca el cap i les mans de l'estàtua mentre Silvia l'observa terroritzada. La nena es desmaia i queda inconscient. Una consulta amb el doctor l'endemà convenç a Eugenio que ha d'anar-se de la casa aquesta mateixa nit si vol preservar la salut mental de la seva filla.
Mentre pugen les maletes a l'automòbil, Julia descobreix que Silvia no és a la seva habitació. En buscar al llac, ella i Eugenio es troben amb l'estàtua d'Hugo restituïda: no obstant això, en lloc del cap original, l'estàtua que sosté el llibre de pedra ara porta el cap petrificat de Silvia.

## Repartiment
- Joaquín Cordero com Eugenio Ruvalcaba.
- Norma Lazareno com Mariana Ruvalcaba.
- Marga López com Julia Septién.
- Aldo Monti com Carlos.
- Lucy Buj com Silvia Ruvalcaba.
- Jorge Pablo Carrillo com Hugo.

## Locacions
Va ser filmada a la Ciutat de Mèxic i la seva zona metropolitana:
- Amecameca, Estat de Mèxic, Mèxic
- Ciutat de Mèxic, Mèxic D. F., Mèxic
- Viveros de Coyoacán, Mèxic D. F., Mèxic

## Reedició
Julio César Estrada va decidir rescatar aquell projecte que va deixar inconclús en 1992 de recrear dues cintes de Carlos Enrique Taboada comprant els drets de Girón de niebla y El libro de piedra.
Aquesta nova versió, titulada també El libro de piedra, es va filmar a la fi de l'any 2008 a l'estat de Chiapas, concretament en un llac situat a 40 minuts de la ciutat de Tuxtla Gutiérrez i en un bosc de San Cristóbal de las Casas. L'autor assegura que no es tracta simplement d'una còpia, però sí que manté l'essència de la versió de Taboada. El nou elenc està conformat per Ludwika Paleta, Evangelina Sosa, Plutarco Haza, Mariana Beyer i Jorge Lago. Es va estrenar el 2009.